# Shine On (R.I.O.)
Shine On è un brano musicale del progetto R.I.O. di Manuel "Manian" Reuter e Yanou, cantata da Tony T. Nell'estate del 2008 Shine On ha avuto un buon successo, entrando nelle top 20 delle classifiche svizzere e svedesi, mentre in Italia è arrivato alla posizione numero 8. È stato inoltre scelto nella colonna sonora del film Natale a Rio di Neri Parenti.

## Il video
Il video di Shine On è stato girato in una spiaggia di Rio de Janeiro. In una parte del video Tony T si trova con gli amici nella spiaggia e in un'altra scena cammina a piedi nudi con una veste bianca nel monte Corcovado, trovando una tartaruga in mezzo alla strada, la quale morde l'alluce al cantante.